# Megalocytivirus
Genre
Espèces de rang inférieur
- Megalocytivirus lates1
- Megalocytivirus pagrus1

Megalocytivirus  est un genre de virus géants de la famille des Iridoviridae.
À l'instar des deux autres genres Lymphocystivirus et Ranavirus de la même sous-famille des Alphairidovirinae, les virus du genre Megalocytivirus  peuvent infecter les poissons téléostéens, notamment d'élevage.

## Systématique
Selon l'ICTV, la systématique du genre Megalocytivirus est la suivante, :
Famille : Iridoviridae
- Sous-famille : Alphairidovirinae

- Genre : Megalocytivirus

- Espèce : Megalocytivirus lates1 dont le virus de la maladie de la chute des écailles (SDDV)
- Espèce : Megalocytivirus spagrus1 (anciennement espèce type) avec le virus de la nécrose infectieuse de la rate et des reins (ISKV, ISKNV)

Par ailleurs, les espèces candidates suivantes ne sont pas encore classées :
- Espèce : « Iridovirus du chevesne européen » (ECIV)
- Espèce : « Iridovirus du bar géant » (GSIV-K1)
- Espèce : « Iridovirus du mérou à taches oranges » (également appelé « Iridovirus d'Epinephelus coioides », OSGIV)
- Espèce : « Iridovirus de la dorade rouge » (RSIV),,
- Espèce : « Iridovirus de la brème » (RBIV)
- Espèce : « Iridovirus des cichlidés d'Amérique du Sud » (SACIV)
- Espèce : « Iridovirus du turbot à corps rougeâtre » (TRBIV),
- Espèce : « Iridovirus du gourami à trois points » (TSGIV)

Song et al. (2008) ont examiné la localisation géographique et la variation génétique du gène principal de la protéine de capside de 48 isolats de mégalocytivirus asiatiques et australiens. Ils ont ensuite élaboré un arbre phylogénétique dégageant trois groupes distincts. L'un de ces groupes (génotype I) est répandu dans plusieurs pays d'Asie, dont 13 isolats de Corée, neuf isolats du Japon, un de Thaïlande, un de Chine et un de la mer de Chine méridionale. En revanche, les deux autres génotypes présentaient une gamme d'hôtes plus restreinte et avaient une distribution plus locale. Les mégalocytivirus du génotype II infectent les poissons d'eau douce d'Asie du Sud-Est et d'Australie, tandis que les mégalocytivirus du génotype III ont principalement infecté les poissons plats de Chine et de Corée.